# Музеи Смоленской области
Список музеев, находящихся в Смоленской области:

## Смоленск
- Смоленский государственный музей-заповедник (Смоленск, ул. Большая Советская, 11)
- Смоленский исторический музей (Смоленск, ул. Ленина, 8)
- Смоленская художественная галерея (Смоленск, ул. Коммунистическая, 4)
- Музей «Смоленщина в годы Великой Отечественной войны» (Смоленск, ул. Дзержинского, 4-а)
- Музей «Русская старина» (Смоленск, ул. Тенишевой, 7)
- Музей в Громовой башне (Смоленск, ул. Ленина, д.8а)
- Музей «Смоленские украсы» (Смоленск, пл. Смирнова, Маховая башня Смоленской крепостной стены)
- Музей скульптуры С. Конёнкова (Смоленск, ул. Маяковского, 7)
- Музей «Смоленский Лён» (ул. Маршала Жукова, Никольская башня)
- Музей «В мире сказки» (Смоленск, ул. Ленина, д. 15)
- Музей адмирала П. С. Нахимова (Смоленск, ул. Большая Советская, 29/1)
- Музей-квартира «А. Т. Твардовский в Смоленске 1943—1945 гг» (Смоленск, Запольный пер., д. 4, кв. 26)
- Музей Русской Водки (Смоленск, ул. Студенческая, д.4)
- Олимпийский музей (Смоленск, ул. Коммунистическая, д. 4-Б)

### Смоленский район
- Музей-заповедник «Гнёздово»
- Историко-архитектурный комплекс «Теремок» (Смоленский р-он, п. Флёново)
- Мемориальный комплекс «Катынь» (Смоленский р-н, Гнездово, Козьи горы)

## Велиж
- Велижский районный историко-краеведческий музей (Велиж, пл. Дзержинского, д.3/14)

## Вязьма
- Вяземский историко-краеведческий музей (Вязьма, пл. Советская, д.3)
- Вяземский музей Сергея Александровича Есенина (Вязьма, пл. Ефремова, д.3, кв.22, частный музей)
- Государственный историко-культурный и природный музей-заповедник А. С. Грибоедова Хмелита

## Гагарин
- Объединённый мемориальный музей Ю. А. Гагарина (г. Гагарин, с. Клушино)

## Глинка
- Глинковский районный краеведческий музей (Глинка, ул. Красная, д.6)

## Демидов
- Демидовский историко-краеведческий музей (Демидов, ул. Коммунистическая, д. 12)
- Мемориальный музей Н. М. Пржевальского и музей партизанской славы (Демидовский район, п. Пржевальское)

## Десногорск
- Историко-краеведческий музей г. Десногорска (Десногорск, 1-й Микрорайон)

## Дорогобуж
- Дорогобужский районный историко-краеведческий музей (Дорогобуж, ул. Пушкина, д. 9)

## Духовщина
- Духовщинский районный историко-художественный музей (Духовщина, ул. Бугаева, д. 47/52)

## Ельня
- Мемориальный Музей-усадьба М. И. Глинки (Ельня)
- Ельнинский историко-краеведческий музей (Ельня, ул. Интернациональная, д. 66)

## Кардымово
- Кардымовский районный историко-краеведческий музей (Кардымово, ул. Красноармейская, д.10)

## Красный
- Краснинский краеведческий музей им. супругов Ерашовых (Красный, ул. Интернациональная, д. 7)

## Новодугино
- Новодугинский историко-краеведческий музей им. В.В. Докучаева (Новодугино, ул. Горького, д. 2)

## Починок
- Починковский историко-краеведческий музей (Починок, ул. Советская, д. 14)
- Мемориальный музей А. Т. Твардовского на хуторе «Загорье» (Починковский район, д. Сельцо)

## Рославль
- Рославльский историко-художественный музей (Рославль, ул. Пролетарская, д. 63)

## Рудня
- Дом-музей М. А. Егорова (Рудня)
- Руднянский исторический музей (Рудня, ул. Киреева, д. 48-а)

## Сафоново
- Сафоновский историко-краеведческий музей (Сафоново, ул. Советская, д. 30)

## Сычевка
- Сычевский краеведческий музей (Сычевка, ул. Б. Пролетарская, д. 3)

## Тёмкино
- Темкинский районный историко-краеведческий музей (Темкино, ул. Ефремова, д.1)

## Угра
- Угранский исторический музей (Угра, ул. Улитчева, д.30)
- Мемориальный музей М.В. Исаковского (Угранский район, п. Всходы)

## Хиславичи
- Хиславичский краеведческий музей (Хиславичи, ул. Советская, д. 32)

## Холм-Жирковский
- Холм-Жирковский районный краеведческий музей (Холм-Жирковский, пер. Садовый, д. 1-а)
- Музей-мемориал боевой славы 166-й стрелковой дивизии и Вадинского партизанского края (Холм-Жирковский район, с. Верховье)

## Шумячи
- Шумячский художественно-краеведческий музей (Шумячи, ул. Советская, д. 96)

## Ярцево
- Ярцевский историко-краеведческий музей (Ярцево, ул. Ленинская, д.3)